# Parisanda
Parisanda is een geslacht van weekdieren uit de klasse van de Gastropoda (slakken).

## Soort
- Parisanda iredalei Laseron, 1954